# Molash
Molash är en ort och civil parish i grevskapet Kent i sydöstra England. Orten ligger i distriktet Ashford, cirka 9 kilometer norr om Ashford. Civil parishen hade 243 invånare vid folkräkningen år 2021.